# Interkontinentální pohár žen FIF7 2024
Interkontinentální pohár žen FIF7 2024 byl 3. ročníkem Interkontinentálního poháru žen FIF7 a konal se v brazilském městě Florianópolis v období od 12. listopadu do 14. listopadu 2024. Zúčastnily se ho 4 týmy, které hrály v jedné skupině systémem každý s každým. Ze skupiny pak postoupily první dva týmy do finále a celky na třetím a čtvrtém místě do boje o bronz. Vyřazovací fáze zahrnovala 2 zápasy. Ve finále zvítězily reprezentantky Brazílie, které porazily výběr Ekvádoru 5:0 a potřetí za sebou vyhrály Interkontinentální pohár.

## Stadion
Turnaj se odehrál na jednom stadionu v jednom hostitelském městě: Arena B12 (Florianópolis).

## Skupinová fáze
Čas každého zápasu je uveden v lokálním čase.
| Vysvětlivky                        |
| ---------------------------------- |
| Tým postupující do finále          |
| Tým postupující do boje o 3. místo |
| Vítěz zápasu je tučně zvýrazněn    |

### Tabulka
| Tým       | Z | V | R | P | VG | IG | +/− | B |
| --------- | - | - | - | - | -- | -- | --- | - |
| Brazílie  | 3 | 3 | 0 | 0 | 11 | 3  | +8  | 9 |
| Ekvádor   | 3 | 1 | 1 | 1 | 10 | 9  | +1  | 4 |
| Argentina | 3 | 1 | 1 | 1 | 5  | 5  | 0   | 4 |
| Kolumbie  | 3 | 0 | 0 | 3 | 3  | 12 | −9  | 0 |

| 12. listopadu 2024 12:30               |       |          |                          |
| Brazílie                               | 4 : 0 | Kolumbie | Arena B12, Florianópolis |
| Cássia 14' Flávia 30', 44' Rafaela 43' |       |          | Arena B12, Florianópolis |

| 12. listopadu 2024 13:45                            |       |                                               |                          |
| Argentina                                           | 2 : 2 | Ekvádor                                       | Arena B12, Florianópolis |
| María José Molinariová 34' Fernanda Martinézová 50' |       | Johana Croccová 30' (vl.) Melany Rosadová 46' | Arena B12, Florianópolis |

| 12. listopadu 2024 17:30                         |       |                                                                                           |                          |
| Kolumbie                                         | 2 : 6 | Ekvádor                                                                                   | Arena B12, Florianópolis |
| Fernanda Rodriguézová 11' Natalia Riverosová 41' |       | Yasmin Yanezová 9', 50' Melany Rosadová 20', 50+2' Melany Matangová 34' Camila Ortega 48' | Arena B12, Florianópolis |

| 12. listopadu 2024 18:45             |       |                       |                          |
| Argentina                            | 1 : 2 | Brazílie              | Arena B12, Florianópolis |
| Antonella Del Valleová Labianová 23' |       | Thais 20' Thalita 35' | Arena B12, Florianópolis |

| 13. listopadu 2024 17:15                                               |       |                    |                          |
| Argentina                                                              | 2 : 1 | Kolumbie           | Arena B12, Florianópolis |
| Antonella Del Valleová Labianová 13' Martina Vieitezová Ezcurraová 33' |       | Laura Yepesová 30' | Arena B12, Florianópolis |

| 13. listopadu 2024 19:45                                   |       |                                          |                          |
| Brazílie                                                   | 5 : 2 | Ekvádor                                  | Arena B12, Florianópolis |
| Tati Buenová 2', 37', 42' (pen.) Mariana 40' Naruska 50+1' |       | Melany Matangová 27' Camila Ortega 50+1' | Arena B12, Florianópolis |

#### O 3. místo
| 14. listopadu 2024 18:15                                             |       |                 |                          |
| Argentina                                                            | 4 : 1 | Kolumbie        | Arena B12, Florianópolis |
| Fernanda Martinézová 5' Escotová 10' Gabriela Carosiniová 25+1', 42' |       | Velasquezová 6' | Arena B12, Florianópolis |

#### Finále
| 14. listopadu 2024 19:45                                |       |         |                          |
| Brazílie                                                | 5 : 0 | Ekvádor | Arena B12, Florianópolis |
| Tati Buenová 2', 31' Naruska 10' Cássia 47' Mariana 49' |       |         | Arena B12, Florianópolis |